# Мегарозлом
Мегарозлом (англ. MegaFault) — американський телевізійний фільм-катастрофа 2009 року кінокомпанії The Asylum. Режисером фільму став Девід Майкл Летт, у головних ролях знялися Бріттані Мерфі, Джастін Гартлі, Ерік Ласаль, Тамала Джонс, Пол Логан і Брюс Девісон. Це один з останніх фільмів, де знімалася Бріттані Мерфі, оскільки вона померла через кілька тижнів після прем'єри.

## Сюжет
У Західній Вірджинії Чарльз «Бумер» Бакстер встановлює вибухівку на вершині гори. Він підриває тротил, і сильний землетрус руйнує територію. Через кілька годин сейсмологиня Емі Лейн прибуває до епіцентру землетрусу.
Вона розуміє, що землетрус відкрив глибокий розлом, що проходить через центр Північної Америки і закінчується розломом Сан-Андреас. Будь-яка подальша нестабільність спричинить потужні землетруси та цунамі, які спустошать Лос-Анджелес, Сан-Франциско та інші міста по всьому тихоокеануському узбережжі що призведе до загибелі мільйонів людей.
Доктор Лейн і Бумер переслідують тріщину в земній корі, яка розширюється, і розробляють план, як зупинити наступний землетрус. Вони вирішують використати супутник, що обертається над континентом, який може викликати землетруси. Вони вмикають його, коли досягають Великого каньйону, вважаючи, що коли новий розлом потрапить у каньйон, він буде змушений повернути на південь до Мексиканської затоки. Коли розлом перетинається з каньйоном, вони стріляють із супутника в каньйон, але замість того, щоб прямувати на південь, розлом рухається на північ, до Єллоустонської кальдери.
Вони розуміють, що якщо розлом перетне кальдеру, вибухне вулкан, викинувши в атмосферу величезні маси попелу, вбивши мільйони людей і спричинивши вулканічну зиму. Вони вирішують встановити вибухівку, щоб перекрити шлях розлому. Досягнувши парку, Бумер підриває вибухівку, в результаті чого розлом зупиняється недалеко від вулкана, але це коштує Бумеру життя. Зрештою, орбітальний знімок Сполучених Штатів показує гігантський каньйон, який простягається через більшу частину континенту.

## У ролях
- Бріттані Мерфі в ролі доктора Емі Лейн
- Ерік Ласаль — Чарльз «Бумер» Бакстер
- Джастін Гартлі в ролі Дена Лейна
- Брюс Девісон — доктор Марк Роудс
- Тамала Джонс у ролі Марлени Джонсон
- Пол Логан — майор Бойд Грейсон
- Дана Томаско в ролі жінки-техніка
- Аня Бентон — радіодиспетчер
- Джек П. Даунінг у ролі генерала Бенкса
- Сара Гарві в ролі Джеррі Блера
- Ей Джей Гаут — охоронець № 1
- Ендрю Стівен Пратт — офіцер Армстронг
- Міранда Швін у ролі Міранди Лейн
- Джек Голденберг в ролі Себастьяна

## Виробництво
Цей оригінальний науково-фантастичний фільм є останньою телевізійною роллю Бріттані Мерфі, яка несподівано померла 20 грудня 2009 року. Фільм було знято в Давенпорті, штат Айова, з епізодичною появою мера Давенпорта Білла Глуби.